# الغارة الجوية على شياح
الغارة الجوية على شياح أو مجزرة شياح كانت هجوما من قبل القوات الجوية الإسرائيلية على ضاحية شياح في العاصمة اللبنانية بيروت في 7 أغسطس 2006 خلال حرب لبنان 2006. أصاب صاروخان أطلقتهما قاذفة من الجيش الإسرائيلي ثلاثة مبان سكنية في الضاحية. ذكرت تقارير إخبارية معاصرة أن عدد القتلى من الغارات الجوية ارتفع مع استمرار جهود الانتعاش مع 50 جثة في وقت التقرير و61 المتوقع.

## الجدول الزمني للأحداث
استهدفت منطقة حارة حريك القريبة من المدينة التي وصفت ب«معقل حزب الله» على مدى أربعة أسابيع قبل الهجوم على الشيعة الذي لم يستهدفه الجيش سابقا.
في حوالي الساعة الثامنة مساء بالتوقيت المحلي أصاب صاروخ تابع للقوات المسلحة الإسرائيلية مبنى سكني مكون من خمسة طوابق في شارع حجاج خارج وسط بيروت مما أسفر عن مقتل عدد من المدنيين وإصابة مواطنين آخرين.
المنطقة هي منطقة سكنية مكتظة بالسكان وذات غالبية شيعية. تشمل الأعمال التجارية في شارع الحجاج سوبر ماركت وصالون لتصفيف الشعر ومحل أسماك ومحل لبيع البقالة ومتجر للهاتف المحمول مع مقهى إنترنت في الطابق السفلي من الشقة. ذكر السكان أنه لا يوجد أي نشاط لحزب الله في المنطقة. العديد من القتلى والجرحى كانوا لاجئين من أعمال عنف سابقة في جنوب لبنان.
كان خمسة عشر من القتلى من عائلة ريمايتي التي تملك مبنى سكنيا في شارع أسعد الأسد. وفقا للناجين قبل أن تنفجر الصواريخ حلقت طائرة بدون طيار إسرائيلية فوق حي الشيعة. في الوقت نفسه أفادت الأنباء أن طفلا صغيرا سقط على شارع أسعد الأسد على دراجة نارية وأطلق النار على السماء ببندقية أمام منزل ريمايتي. لم يمض وقت طويل بعد ذلك حتى أصيب المبنى بصاروخين.

### الاستجابة الطبية والإنسانية
عمل السكان الشيعة جنبا إلى جنب مع العاملين في الدفاع المدني والصليب الأحمر اللبناني في محاولة لإزالة الأنقاض بعد الهجوم قبل انهيار المبنى. ركزت جهود الإنعاش هذه في وقت لاحق على استعادة الجثث.
بعد الهجوم مباشرة نقل بعض الجرحى إلى مستشفى الحياة في بيروت.

## الإصابات
أظهرت التقارير الأولية أن عدد القتلى خمسة. التقارير التي تلت ذلك كانت الأرقام في 15 إلى 17 من السكان قتلوا مع 40 جرحى. قالت الشرطة اللبنانية في 8 أغسطس أن العدد المؤكد من 30 قتيلا يمكن أن يرتفع مع استمرار محاولات الانتعاش. بحلول التاسع من أغسطس بلغ عدد القتلى 41 شخصا مع استمرار جهود الإنعاش.
كان وزير الصحة اللبناني محمد خليفة أعلن في 11 أغسطس الماضي أنه تم انتشال 50 جثة وأنه من المتوقع أن يتم العثور على 61 جثة حيث لا يزال 11 مدنيا كانوا معروفا في المبنى. قال الوزير خليفة: «لا توجد طريقة لمعرفة عدد القتلى وكان هناك العديد من النازحين في المبنى الذين لا يزالون مجهولين».